# 니카이아

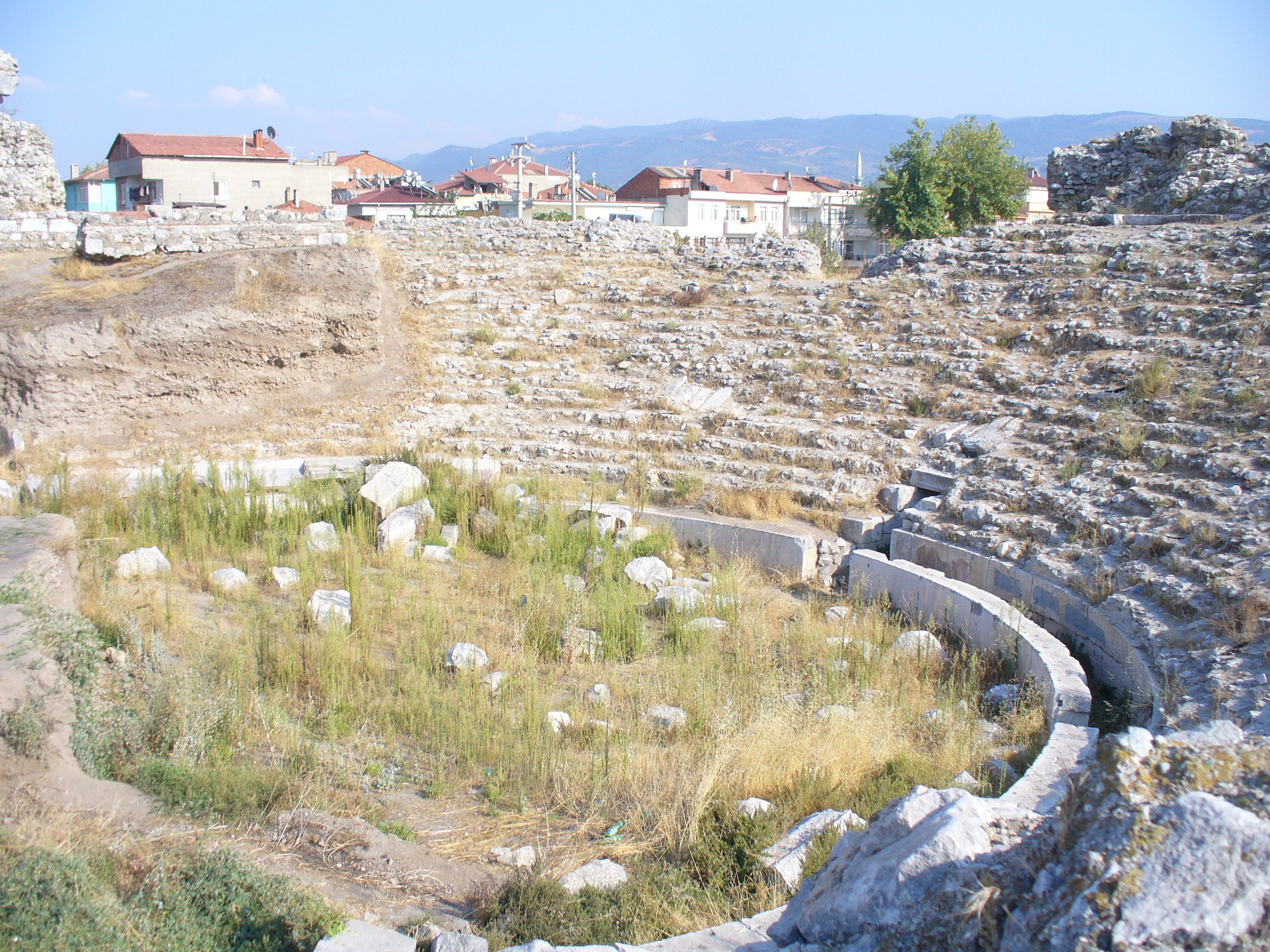

니카이아 혹은 니케아(그리스어: Νίκαια, 라틴어: Nicaea)는 아나톨리아 북부에 위치했던 고대 그리스 시대의 도시로, 제1차와 제2차 니카이아 공의회가 열린 장소로 유명하며, 니카이아 신경 및 니케아 제국으로도 알려져 있다.
니케아는 제4차 십자군에 의해 콘스탄티노플이 함락되면서 1204년부터 1261년 사이 비잔티움 제국의 임시 수도로 사용되었다.
현재 터키의 이즈니크 자리에 위치하고 있다.

## 역사
보이오티아인들이 건설한 고대 도시 안코레 (혹은 헬리코레)로 출발해 알렉산드로스 대왕이 죽은 후인 기원전 316년 마케도니아 왕국의 애꾸눈 왕 안티고노스 1세가 다시 건설하여 자신의 이름을 따서 안타고네이아(그리스어: Αντιγόνεια)로 불렀다. 알렉산드로스 대왕의 후계자들이 안티고노스에게서 이 지역을 다시 빼앗았고 그중에 한사람인 리시마쿠스가 기원전 301년 이 도시를 자신의 아내인 니카이아의 이름을 따서 다시 니카이아(그리스어: Νίκαια)로 개명하였다.
이 도시는 갈라티아와 프리기아를 잇는 요충지로 비티니아 왕국의 중요도시였다가 다시 로마에게 넘어갔고 그 뒤를 이은 비잔티움 제국에서도 이 지역의 중심도시의 역할을 했다. 특히 기독교 공의회가 이곳에서 두 번이나 열렸고 (1차 공의회(325년), 2차(787년) 1204년 비잔티움 제국이 제4차 십자군에 잠시 무너지고 그 뒤를 이어 생겨난 니케아 제국은 이 도시를 수도로 하였다.
1331년에 오스만 제국의 오르한 1세는 니케아를 정복하고 이름을 이즈니크(İznik)로 바꾸었다. 이즈니크는 그 후 약 100년간 오스만 제국에서 중요한 도시로 남아있다가 1453년 콘스탄티노폴리스의 함락 이후로 이스탄불이 오스만의 중심지로 성장하기 시작하면서 다소 쇠퇴하기는 했지만, 17세기까지 소아시아 지방의 요업(窯業)의 중심지였기도 하다. 그러나 도자기 산업이 이스탄불로 옮겨 가면서 이즈니크는 다시 쇠퇴하였고 현재는 작은 소도시로 남아있다.